# 埃沃 (西盆地省)
埃沃（Ewo）是剛果共和國的城鎮，也是西盆地省的首府，位於該國西部，距離與加蓬接壤邊境約40公里，海拔高度534米，每年平均降雨量1,831毫米，1996年人口4,200。
0°52′S 14°49′E / 0.867°S 14.817°E